# Álvares Florence
Álvares Florence is een gemeente in de Braziliaanse deelstaat São Paulo. De gemeente telt 3.876 inwoners (schatting 2009).

## Demografie
| Historische bevolking van de gemeente | Historische bevolking van de gemeente | Historische bevolking van de gemeente | Historische bevolking van de gemeente |
| Jaar                                  | Bevolking                             |                                       | %±                                    |
| ------------------------------------- | ------------------------------------- | ------------------------------------- | ------------------------------------- |
| 1950                                  | 9.087                                 |                                       | —                                     |
| 1958                                  | 5.732                                 |                                       | −36,9%                                |
| 1960                                  | 8.972                                 |                                       | 56,5%                                 |
| 1970                                  | 8.334                                 |                                       | −7,1%                                 |
| 1980                                  | 6.588                                 |                                       | −21,0%                                |
| 1991                                  | 5.050                                 |                                       | −23,3%                                |
| 2000                                  | 4.316                                 |                                       | −14,5%                                |
| 2010                                  | 3.897                                 |                                       | −9,7%                                 |
| 2022                                  | 3.915                                 |                                       | 0,5%                                  |
| [ 1 ] [ 2 ] [ 3 ]                     |                                       |                                       |                                       |